# Hiva
Hiva (uzbeško Xiva; cirilica Хива, arabsko خیوه) je mesto na ravni okrožja s približno 93.000 prebivalci v regiji Horezm v Uzbekistanu. Po arheoloških podatkih je bilo mesto ustanovljeno pred približno 2500 leti. Leta 1997 je Hiva praznovala 2500. obletnico. Je nekdanja prestolnica Horezma, Hivskega kanata in Horezmske ljudske sovjetske republike. 
Staro obzidano mestno jedro Ičan Kala (turkmensko Ichon Qola) v Hivi je bilo prvo mesto v Uzbekistanu, ki je bilo vpisano na seznam svetovne dediščine (1991). Astronom, zgodovinar in polihistor Al-Biruni (973–1048 n. št.) se je rodil v Hivi ali bližnjem mestu Kath.

## Etimologija
Izvor imena Hiva ni znan, vendar je bilo za njegovo razlago povedanih veliko nasprotujočih si zgodb.
Tradicija pripisuje ime enemu od sinov preroka Noeta: »Pravijo, da se je Šem po potopu znašel sam, kako tava po puščavi. Ko je zaspal, je sanjal o 300 gorečih baklah. Ko se je zbudil, je bil zadovoljen s tem znamenjem in ustanovil mesto z obrisi v obliki ladje, ki je bila narisana glede na razporeditev bakel, o katerih je sanjal. Nato je Šem izkopal vodnjak Kheyvak, katerega voda je imela presenetljiv okus. Ta vodnjak je mogoče videti v Ichan-Kali (notranjem mestu Hive) še danes.«
Drug predlog je, da ime izvira iz besede Khwarezm, spremenjene z izposojo v turščino kot Khivarezem, nato skrajšane na Khiva.
Mesto je znano tudi kot perzijsko خیوه, latinizirano: Xīveh; alternativna ali zgodovinska imena vključujejo Orgunje, Kheeva, Khorasam, Khoresm, Khwarezm, Khwarizm, Khwarazm, Chorezm, arabsko خوارزم in perzijsko خوارزم.

## Geografija
Hiva leži v južnem delu province Horezm, na levem bregu reke Amu Darje in v neposredni bližini puščave Karakum-(Črni pesek). Leži v rodovitnem delu skozi katerega teče namakalni kanal Palvan-Kazavat. Mesto leži na svilni poti in je mnogo let tekmovalo za prvenstvo z bolj poznano Buharo.
Mesto je zgrajeno na nadmorski višini 93 m, ima celinsko klimo s povprečno temperaturo zraka -4,4 °C v januarju in 27,4 °C v juniju. Najvišja temperatura poleti dosega 44 °C, količina padavin pa ne preseže 100 mm, vendar je mesto odmaknjeno le 40 km od velike reke Amu Darje, zato ima vedno dovolj čiste, pitne vode.
Po zadnjem štetju živi v mestu 49200 prebivalcev, v obzidanem delu Ičan Kala pa 2000 prebivalcev.

## Zgodovina
Hiva je 20. oktobra 1997 praznovala 2500-letnico nastanka. Zgodovino Hive lahko razdelimo na pet časovnih obdobij:
Prvo obdobje med 6. in 4. stoletjem pred našim štetjem. V tem času so se na območju Ičan Kale začeli naseljevati prvi prebivalci. To je razvidno iz ostankov khumcha plošč in kelihov. Te najdbe so dokaz obstoja prvotne majhne in neutrjene naselbine, ki je bila kasneje uničena, ko se je mesto širilo. Med 5. in 4. st. pr. n. št. stari Horezm doživlja veliko zgodovinskih preobratov, ko se povečajo prizadevanja za neodvisnost, kar je na koncu pomagalo, da so pregnali Ahmemenide v Iran.
Drugo obdobje od 4. do 1. stoletja pred našim štetjem se ukvarja s pojavom utrjenega mesta Ičan kala. V tem času je bilo zgrajeno dvojno obzidje okrog Ičan Kale, ki se je zaključilo z galerijo strelcev in pravokotnimi stolpi, ki so stali 22 do 27 metrov narazen drug od drugega. Med obema obzidjema je bilo 4,3 m prostora po katerem je tekel jarek.
Tretje obdobje od 1. do 4 stoletja našega štetja kaže na ponovni vzpon Hive, mesto se je hitro gradilo in pridobivalo nove naseljence. V bližini zahodnega zidu je bil zgrajen nov stolp. V začetku tako imenovanega obdobja Kušan med 1. in 4. st. so imeli postavljen dodaten zid, s čimer se je skupna debelina povečala na od 7,5 m do 9 m. Kot je razvidno iz arheoloških izkopavanj, se je v drugi polovica 4. in začetku 5. stoletja začel drugi zaton mesta, ki ga je spet zajela napredujoča puščava.
Četrto obdobje od 6. do 8. stoletja. V začetku srednjega veka je mesto ponovno začelo oživljati. Gradijo se prvi fevdalni gradovi, kot na primer tisti, katerega ruševine so še vidne na hribu Akših-Bobo. Zaradi pomanjkanja informacij iz 8. in 9. stoletja, se v muslimanski literaturi govori kot o uničenju mesta Hiva v letu 709, ko Kutaiba bin Muslim neusmiljeno napade Horezm in uničuje mesta.
Peto obdobje od 9. stoletja dalje. V 10. stoletju je Hiva, kot tudi vsa država Horezm postane del Samanidskega cesarstva.
Po letu 995 jug Horezma skupaj s Hivo pade pod oblast šaha Mamun bin Mohameda. Ostal je do leta 1017, ko ga je izrinil Gaznevid, ki je vladal od 1017 do 1034 leta. To je bil čas hitrega gospodarskega in kulturnega vzpona mesta. V drugi polovici 10. stoletja je bila Hiva sestavljena iz citadele oziroma osrednjega dela mesta in okrepljena z obzidjem Ičan Kale in Dišan Kale.
Koncem 9. stoletja nastopi nova doba v zgodovini Horezma: leta 1077 je oblast prevzela Anuštegidska dinastija. Pod šahom Ala-ad-Din Tekešem (1172–1200) in Al-ad-Din Mohamedom (1200–1220) je bila ustanovljena muslimanska država.
V letih 1220-1221 sta bila tako Horezm v celoti kot Hiva uničena od Džingiskanovih hord. Hiva, praktično porušena do tal, je postala del pokrajine pod oblastjo kana Čagataja. Postopoma je mesto začelo oživljati, vrnila se je obrtniška, trgovinska in druga dejavnost. Opečnate stavbe so začeli tako znotraj kot zunaj okraševati s steklenimi okraski in slikami z živalskimi in rastlinskimi podobami.
Leta 1380 Hiva postane del Temuridske države po tem, ko jo je Timur zavzel Horezm. Hiva postane glavno mesto, močnejše kot prvotna Ičan Kala, obzidano v poznem 14. stoletju. Ležala je na pomembni trgovski poti, ki je povezovala Horezm in Horasan. Hiva je sklepala tesna zavezništva s številnimi mesti v Srednji in Jugozahodni Aziji ter na območju ob Volgi.
Hiva je živela ustaljeno življenje, ljudje so obdelovali zemljišča in gojili govedo. Hiše in dvorišča so bile videti kot gomile. Dvorišča so bila obdana z glinenimi zidovi, vhodna vrata, vrata, okna in stebrišča so bila izdelana v orientalskem slogu, z gravurami na njih. Moški so nosili dolge majice z ovratnicami in bombažen podložen plašč, z obveznim klobukom iz astrahana na glavi in visoke škornje. Dekleta in mlade ženske so nosile srebrno vezene čepice. Starejše ženske so imele dolge obleke z dolgim plaščem po vrhu. Ženske iz visoke družbe so nosile bleščeče z zlatom vezene obleke, žametne čepice in barvaste usnjene škornje oblikovane pri najboljših čevljarjih v Horezmu.
Leta 1505 so Horezm in Hivo osvojile čete kana Šeibani-ja, ki jih je vodil njegov brat sultan Mahmud. Kmalu za tem je bil kan Šeibani pri Mervu ubit in leta 1510 se je pokrajina odcepila od države Šeibani, ki je sodila pod šaha Ismaila Sevefija iz Irana. Horezm je postal ponovno neodvisen leta 1511–1512, ko je prevzela oblast druga veja Šaibanidske rodbine, neprijazen Abdulhair in njegov vnuk Mohamed Šeibani. Rivalski voditelji so se neprestano bojevali med seboj. Globoko zakoreninjeno sovraštvo med Hivo in Buharo voditelji uporabljajo kot priložnost za napadanje drug na drugega. V letih 1533–39 je Horezm okupiral Buharski kan Ubaidulla, ki ga je izročil svojemu sinu Abulazisu. V letih 1557–1598 je državi vladal buharski kan Abdulla. Hiva je bila odvisna od Buhare tudi pod Kili kanom, podkanom Aštarkanidom (1680–1702).
Od 16. stoletja dalje je bila Hiva večkrat razglašena za glavno mesto Kanata, leta 1556 pa jo Budzhgihanov sin Dusthan uradno razglasi za prestolnico.
V drugi polovici 16. stoletja je bilo opazno povečanje trgovine in diplomatskih vezi med Hivo in Rusijo, s katero so si izmenjavali pisma in darila, predvsem prek Astrahana, kjer so se trgovci iz Hive pojavili že v letu 1557, samo leto po tem, ko so se ruske čete umaknile od tam.
Med vladavino Arab Mohameda je bila Hiva v 17. stoletju (1602–1623) prestolnica, ki je uživala relativno politično stabilnost, ki se je še povečala v času vladavine Arab Mohamedovega sina Abulgazi Bahadurhana (1643–1664). Dobro izobražen in avtor knjig dinastije Turkov, dinastije Turkmencev in Bistvo človeka, je bil ugleden državnik in vladar. Njegove uredbe in reforme, katerih cilj je bilo končanje razdora ter spodbujanje nomadskih plemen, da se ustalijo, so močno okrepile državo Hiva.
Pod njegovim vladanjem je bila Hiva velik kulturni center. V svoji knjigi Firdvas-ul ikbol Munis Abulgazi se opisuje kot »razsvetljen in izobražen človek«. V času njegove in vladavine sina Abulgozi-kana Anuša, Hiva uživa tudi gradbeni razcvet z gradnjo številnih šol za učenje Korana (medresa) in hamamov poimenovanih po Anušahanu, zgradili so namakalne kanale Šahabad in Jarmiš. V drugi polovici 17. stoletja je bila Hiva politično in gospodarsko v vzponu.
Leta 1740 Iranski šah Nadir (1736-1747) vodi svojo vojsko po Srednji Aziji. Hiva in Buhara sta začasno opustili svojo dolgoletno tekmovalnost in združili moči in premagali Nadirjevo vojsko. Šahu sčasoma uspe pridobiti vladarja Buhare na svojo stran, podjarmi mesto in na čelu mogočne vojske osvoji Hivo. Po smrti šaha Nadirja potrebuje Hiva dolgo časa, da si ponovno pridobi svoj nekdanji vpliv.
V letih 1768-1769 doživi Hiva precej naravnih katastrof, obremenjujejo pa jo tudi preveliki davki Kanatu.
Mohamed Amina-inak, človek, ki je dejansko vodil Hivo med letom 1752 do 1790, obnovi mesto do svoje nekdanje moči. Skupaj z Ombai-inakom je vodil številna uzbekistanska plemena.
V Horezmu so bile štiri glavne uzbeške etnične skupine različnih plemen in vsako od njih je vodil inak. Inaki so bili najvišji državni uradniki z odločilno besedo pri izvolitvi kana.
Mohamed Amin-inak se je uspešno boril s separatistično mislečimi in svobode željnimi pokrajinskimi poglavarji, pri čemer je uporabil vodji Jomut-a in Čoudor-ja iz turkmenskih plemen kot pomembni sili na poti na oblast vrhovnega poglavarja.
Leta 1804 Mohamed Aminov vnuk Eltuzar (1804–1806) postane kan in ustanovni oče dinastije Kungrad (1763-1920), ki je vladala Hivskemu kanatu do leta 1920.
V času vladavine kana Mohameda Rahima (1806–1825) so bile gospodarsko nazadujoče in na pol neodvisne pokrajine združene v eno. Za obvladovanje države je kan Mohamed Rahim ustanovil in predsedoval vrhovnemu svetu najvišjih uradnikov, predstavnikov uzbekistanskih plemen. Mohamed Rahim je reformiral davčni sistem in uvedel carinsko službo.
Zunanja trgovina je hitro rastla, začeli so kovati srebrne in zlate kovance. Mohamedov sin kan Allakuli razširi meje Kanata. Kan in njegovi vezirji si lastijo veliko zemlje in vode in iz tega črpajo ogromne dobičke.
V 19. stoletju je v Hivi cvetela zunanja trgovina z astrahanom, preprogami in drugim blagom in to s Turčijo, Kitajsko in drugimi državami.
V poznem 19. stoletju je v Hivi živelo več etničnih skupin: Uzbeki, Turkmenci in Karakalpaki. Populacija je znašala nekaj manj kot 800.000 ljudi.
Leta 1864 je bil Mohamed Rahim II. (Feruz) razglašen za kana Hive. To je sovpadalo z rastjo kapitalizma v Rusiji, kar je Ruse sililo v zajetje novih ozemelj, da bi pridobili nove trge in vire surovin. V ta namen je Rusija začela ofenzivo proti Kokandu in Buharskemu kanatu. Kanat Hiva se je postopoma zmanjšal in bil vključen v ruski Turkestan, ko je bila leta 1873, po več letih priprav, podpisan Gandimyanski sporazum o ruski okupaciji Hive (postane ruski protektorat).
Ruska vlada je izvajala kolonialistično politiko v Hivskem kanatu. Neugoden položaj je Ruse privedel do političnega sodelovanja z lokalno aristokracijo in celo dodelitvijo pravice kanu do avtonomije.
Prodiranje ruskega trgovinskega in industrijskega kapitala v Kanat je omogočilo, da je Hiva leta 1884 postala del ruskega carinskega območja, kar je pripomoglo k razvoju lokalnih proizvodnih sil. Zelo pomembna za regijo je bila izgradnja železnice iz Turkestana, ki naj bi povezala gospodarsko pomembna področja med seboj.
Domača obrt se je močno povečala. Hiva se je lahko pohvalila z okoli 60 obrtmi in njeno glavno mesto je bilo znano po zlatarjih, kovačih bakra, obdelovalcih lesa in kamna, usnjarjih, krojačih, itd.
2. desetletje 20. stoletja je bilo polno dramatičnih dogodkov. Po oktobrski revoluciji, je bil Horezm kratkotrajna sovjetska ljudska republika (kasneje Horezm SSR), ki je bil sestavljen iz območja starega Hivskega kanata, preden je bil leta 1924 vključen v Sovjetsko zvezo. Nekdanji Kanat se razdeli med novo Turkmensko SSR, Uzbeško SSR in Karakalpakstan ASSR (prvotno del Kazahstana ASSR kot Oblast Karakalpak).
Večje zgodovinsko območje Horezma še naprej delijo. Severni Horezm postane Uzbeška SSR, leta 1925 pa njen zahodni del pripade Turkmenski SSR. Leta 1936 je severozahodni del pripadel Kazahstanski SSR. Po razpadu Sovjetske zveze leta 1991 nastanejo nove države Uzbekistan, Turkmenistan in Kazahstan, južni Horezm pa je danes del Irana. Veliko starodavnih mest Horezma je trenutno v provinci Xorazm v Uzbekistanu.
Danes ima območje, ki je bilo včasih kanat Horezm, mešano prebivalstvo Uzbekov, Karakalpakov, Turkmenov, Perzijcev, Tatarov in Kazahstancev.

## Arheološki in kulturni pomen
Hvarazm zavzema posebno mesto na seznamu vrednot univerzalnega pomena kot pomembno središče svetovne civilizacije in eno pomembnih središč na svilni poti.
Med edinstvene vrednote svetovnega pomena spadajo arhitekturni spomeniki Hive, ki si je upravičeno prislužila naziv muzejsko mesto.
Podobo sodobne Hive v glavnem oblikuje arhitektura obdobja Hivskega kanata s konca 18. do začetka 20. stoletja.
Vendar pa arheološka izkopavanja, ki potekajo tukaj, kažejo, da so na dnu številnih relativno 'mladih' ostankov stavb starodavne plasti, ki segajo v 3. in celo prejšnja stoletja pred našim štetjem.

## Znamenitosti
Od 17. do 19. stoletja sta bili kultura in umetnost v Hivi na zelo visoki ravni. Obsežnost in lepota v tem času so se odražale v prelepih stavbah, palačah, mošejah in medresah ter zapletenih oblikah narejenih iz gline. UNESCO je 12. decembra 1990 uvrstil staro mestno jedro Hive, Ičan Kala (uzbeško Ichon Qola) na seznam svetovne dediščine. V celotni Ičan Kali je 6 mošej, 24 medres, štirje minareti, 6 mavzolejev, 2 palači, 3 karavanseraji, 4 muzeji in več drugih javnih stavb.
V Ičan Kali so med najpomembnejšimi stavbami:
Mošeja Džuma iz 10 st. z minaretom, ki predstavlja izjemno arhitekturno vrednost; po navedbah arabskega geografa Mukadasija, mošeja Džuma sega v 10. stoletju. Kasneje v 18. stoletju je bila obnovljena z denarjem, ki ga je doniral uradnik kan Abdurakhman Mekhtar. Mošeja je edinstvena struktura brez portalov, kupol, galerij in dvorišča. Vanjo je mogoče dostopati iz treh strani. Na severni strani ima 33 m visok minaret, najstarejši v Hivi, spodaj ima premer 6,5 m. V notranjosti je velika dvorana ki je podprta s 212 lesenimi stebri z majno odprtino na sredini. Ima s mukarnami napolnjeno molilno nišo in na njeni desni strani visi marmorna plošča s podrobnostmi o mošeji. Posebnega pomena so ročno izrezljana vrata in različno izrezljani stebri. Ti datirajo v leta 1316, 1517, 1788 leta 1789, so na površini 55m x 46 m in do 5 m visoki.
Nedokončani minaret Kalta Minor (1851–55), v celoti okrašen z zelenimi in rumenimi ploščicami, stoji ob medresi kana Mohameda Amina. Ljudje ga imenujejo tudi Guyok minar ali 'zelen minaret'. Nedokončan naj bi ostal zato, ker je kan leta 1855 umrl. Če bi bil zgrajen v celoti, bi bil najvišji v muslimanskem svetu - 70 do 80 m. Danes je minaret visok 29 m, spodaj ima obseg 14,2 m.
Minaret Islam Hodža iz leta 1910, ki leži ob medresi Islama Hodže in je visok 57,5 m, spodaj ima premer 9,5 m. Znotraj minareta je zavito stopnišče s 120 stopnicami. Na vrhu je izjemen razgled na mesto Hiva in okolico.
Medresa kana Mohameda Amina Inaka, zgrajena 1785 leta se nahaja nasproti zahodnemu vogalu palače Taš Hauli. V medresi je pokopan kanov sin Qutli Murad (Bala kan), ki je bil ubit v boju za prestol. Je pravokotne oblike z dimenzijami 25,5 m x 24 m. Ima dvorišče in javno dvorano na vhodnem delu ter niše s stebri guldast na vogalih. Danes je v zgradbi občinski urad.
Medresa kana Mohameda Rahimona II., zgrajena leta 1871, v celoti končana 1876. Njegovo polno ime je kan Sayyid Muhammad Rahim Bakhadur (ljudje so ga klicali Madrimkan II.), ker je bil pesnik je dobil vzdevek Feruz. Kan Mohamed Rahim je bil eden največjih v Hivi in zelo pomemben za celotno Srednjo Azijo. Medresa ima 76 študentskih sob v dveh nadstropjih okoli notranjih dvorišč. Glavno pročelje medrese je dvonadstropna stavba z visokim portalom. Pasaža je pokrita z osmimi kupolami in ima največje število kupol med medresami v Srednji Aziji. Medreso sestavljajo darskhana, knjižnica, zimska in poletna mošeja. Za okras timpanona je uporabljena majolika, okrasne črte in tri četrt stebri na fasadi. Zidovi so iz terakota opeke z zelenimi črtami. Dimenzije: skupaj 62,5 m x 50 m; zunanje dvorišče 25 m x 50 m; notranje dvorišče 28,3 m x 28,8 m, darkshana: 5,4 , x 5,4 m.
Medresa Islama Hodže, zgrajena 1908, poleg katere stoji minaret istega imena. Gradnjo je financiral kan Isfandiyar, minister Islam Hodža. Okrašena je z glaziranimi ploščicami, ki sestavljajo slike mojstra Iš-Mohamed Khudajberdijeva. Medresa Islam Hodža je poseben arhitekturni kompleks, ki odraža vpliv časa in duha ustvarjalnosti etničnih obrti. Precej majhen labirint konstrukcij vključuje zapleten prostor s 42 študentskimi sobami (hujras), veliko dvorano s kupolami, z majoliko in kapniki okrašena niša mihrab in visok minaret. Arhitektovo mojstrstvo je mogoče videti na celotnem območju.
Palača Konya Ark (uzbeško Köhna Arh) zgrajena med 17. in 19. stoletjem predstavlja trdnjavsko palačo. Graditi jo je začel sin kana Anuša, kan Arang leta 1686 - 1688 in je bila sredi 18. stoletja, v času iranskih osvajanj, uničena. Leta 1804-1806 je novo stavbo postavil kan Iltuzar. Predstavljala je mesto v mestu. Vsebovala je: vrhovno sodišče, tovarne smodnika, skladišče orožja, urad za sprejeme, zimsko in poletno mošejo, harem (dogradil ga je šele kan Mohamed Rahim II.), kuhinje, hleve, sobe za stražarje, areno za boje z ovni,... Trg pred palačo je služil za vojaške parade in prostor za treninge vojakov. Tukaj je bil tudi poseben prostor za izvrševanje obsodb.
Tudi ostale stavbe so veličastnih razsežnosti in enostavnih oblik in so izjemni primeri tipične islamske arhitekture, značilne za srednjo Azijo.
- Nedokončan minaret Kalta Minor
- Medresa Mohameda Rahimona II.
- Dvorana s stebri v mošeji Džuma
- Minaret pri medresi Islama Hodže
- Notranje dvorišče v medresi kana Mohameda Amina Inaka
- Del notranjosti palače Kunya Ark

## Znameniti Hivčani
Al Hvarizmi (Abū ʿAbdallāh Muḥammad ibn Mūsā al-Khwārizmī)- rojen: okoli 780 v Hivi (Horezm, danes v Uzbekistanu), umrl: okoli 850 verjetno v Bagdadu (sedaj v Iraku).
Al Hvarizmi je islamski matematik in astronom, ki je pisal s hindujsko-arabskimi številkami in je bil med prvimi, ki je uporabil nič kot števko, uvedel je decimalno vejico,.... Beseda algoritem izhaja iz njegovega imena. Njegova matematična razprava Hisab al jabr w'al-muqabala je izvor besede algebra in velja kot prva knjiga, ki je opisovala algebro. Odkril je nov način za reševanje kvadratne enačbe, ki je bil tako priljubljen, da so se načela matematike iz njegove knjige Al-Jabr uporabljala na evropskih univerzah vse do 16. stoletja.
V Bagdadu je bil član Hiše modrosti, kjer se je z drugimi znanstveniki ukvarjal z aritmetiko, algebro, geometrijo ter prevajal iz grščine. Napisal je razpravo o astronomiji in več knjig z astronomskimi tabelami. Šele ko so bile njegove knjige o astronomiji prevedene v latinščino, je Zahod uvedel nove znanstvene koncepte v astronomijo. Velik prispevek je tudi njegovo delo o geografiji. Al-Khwarizmi je spremenil Ptolemejeva stališča. Pod njegovim vodstvom je nastalo 70 geografskih del in prvi zemljevid znanega sveta (leta 830). Al-Khwarizmi je tudi prvi poskusil z merjenjem obsega zemlje. Njegova knjiga o geografiji je bila Kitab surat-al-Ard in je vsebovala tudi zemljevide.
Pahlavan Mahmud, zavetnik Hive, bil je tudi nadarjen pesnik, filozof, vojak, krznar, poklicni rokoborec in zdravilec. V svojih pesmih je hvalil pogum, poštenost, človečnost. V svojih filozofskih teorijah je razvijal različna etična načela o pogumu in hrabrosti. Bil je eden od stebrov šole Sufizma Javonmardlik ('Pogum za mladino'), katere osnovna načela so bila velikodušnost, usmiljenje, skromnost in poslušnost Alahu. V Hivi ima svoj mavzolej, h kateremu hodijo ljudje molit in izrekat svoje prošnje. Kompleks mavzoleja, ki je najsvetejši prostor v Hivi, je danes sestavljen iz kupolaste meniške dvorane (khanqah), dvorišča in paviljona, letne mošeje, čitalnice, kuhinje in drugih pomožnih objektov. Zgrajen je bil v 17. stoletju in kasneje, do vključno 20. stoletja, večkrat dozidan. Notranjost mavzoleja Pahlavan Mahmuda je obložena z majolika ploščicami s tradicionalnimi podobami iz leta 1825, lesena vrata so čudovito izrezljana z vložkom iz bakra in slonovine. V tem mavzoleju imajo grobove tudi kan Mohamed Rahim I., kan Abdulgazi in Elbars II. Kompleks je eden izmed najboljših primerov srednjeveške arhitekture in eden od biserov v ogrlici zgodovinske in kulturne dediščine Hive.
Šermuhamed Munis (1778-1829), uzbeški pesnik, pisatelj, zgodovinar in prevajalec. Rodil se je v družini intelektualcev v Cele Kiyat v bližini mesta Hiva in bil dobro izobražen. Njegov oče - Emir Avaz-biy Mirabeau je pripadal uzbeški plemenski aristokraciji. Stric je bil tudi pesnik in zgodovinar Agakhi Mohamed Riza. Munis je avtor zgodovinskega dela, Vrt sreče (Райский сад счастья). Od leta 1800 je služboval na sodišču Hive pri kanu Avaz-inaku, Eltuzar-iju, Muhammad Rahimu I. kot sodni kronist in tajnik. Leta 1806 je po naročilu kan Eltuzara (1804–1806) začel pisati zgodovinsko delo Firdavsul-iqbol. Delo je sestavljeno iz petih poglavij in predstavlja povzetek svetovne zgodovine in zgodovine Hive, vključno z obdobji Eltuzara in Mohamed Rahim I. (1806–1825).
Agakhi, pesnik in zgodovinar
Šaĭkh Nazhmiddin Kubro, pisatelj.